# 골든타임 (드라마)
《골든타임》은 2012년 7월 9일부터 2012년 9월 25일까지 MBC에서 방영되었던 외상외과를 배경으로 한 메디컬 드라마이다.

## 개요
본 드라마의 특징으로서, 종합병원을 배경으로 하여, 생명이 위중한 중증외상환자를 치료하는 의사들의 치열한 세계와 그 뒷이야기를 담았으며, 응급실에서 벌어지는 초동조치 현장을 리얼리티하게 재조명한 메디컬 드라마로 기획한 것이다.
주로 수도권에서 촬영되었던 여타 메디컬 드라마와는 달리, 부산에 있는 인제대학교 해운대백병원에서 촬영되었다. 등장인물 다수가 권석장 PD와 같이 작업했던 스태프들이거나 드라마에 참여하고 있는 스태프들의 이름을 극중 이름으로 차용한 것이 특징이다. 또한 초기엔, 119 구급대원 장영우의 이야기가 있었으나 희미하듯 사라졌고, 오히려 철가방 천사배달부 故 김우수의 실화를 차용한 박원국 환자의 이야기가 더 부각되었다. 마지막 회에서 보통의 엔딩과는 다르게 과거에 수술을 받아 퇴원한 환자들의 뒷이야기를 알려줌으로써 훈훈함을 보여줬다. 아덴 만 여명 작전에서 삼호 주얼리호 석해균 선장을 치료한 아주대학교병원 외상외과 이국종 교수를 모티브로 삼은 세중병원 외상외과 의사 최인혁의 열연이 빛난 메디컬 드라마로 큰 호평을 얻었다.

## 등장 인물

### 주요 인물
- 이선균 : 이민우 역 - 인턴
- 황정음 : 강재인 (아역 추예진) 역 - 인턴
- 이성민 : 최인혁 역 - 응급의학과 교수
- 송선미 : 신은아 역 - 중증 외상센터 코디네이터 / 간호사

### 해운대 세중병원
응급실
- 정규수 : 나병국 역 - 응급의학과 과장
- 김기방 : 김도형 역 - 응급의학과 레지던트 3년차
- 정석용 : 지한구 역 - 마취과 과장
- 김사권 : 장혁찬 역 - 신입인턴, 민우와 재인의 동기

정형외과
- 이기영 : 황세헌 역 - 과장
- 조상기 : 박성진 역 - 펠로우
- 승재 : 고재원 역 - 레지던트 2년차
- 지일주 : 유강진 역 - 인턴

신경외과
- 김형일 : 김호영 역 - 과장 / 기회조정실장
- 신동미 : 조동미 역 - 레지던트 2년차

일반외과
- 엄효섭 : 김민준 역 - 과장
- 홍지민 : 송경화 역 - 펠로우 / 브레스트

그밖의 병원사람들
- 박영지 : 오광철 역 - 병원장
- 천재호 : 박근수 역 - 성형외과 레지던트 3년차
- 가득희 : 서효은 역 - 은아의 후임으로 들어온 코디네이터
- 박정민 : 장영우 역 - 119구급대원

응급환자
- 이채윤 : 김민경 역 - 심실중격결손으로 인한 호흡부전
- 최재섭 : 박원국 역 - 오토바이 사고로 실려 온 기부천사 환자

### 재인의 주변 인물
- 선우용여 : 박금녀 역 - 재인의 할머니
- 장용 : 강대제 역 - 재인의 할아버지. 세중병원 이사장
- 이종래 : 재인 작은 할아버지 역
- 반혜라 : 강수경 역 - 재인 고모할머니 역
- 송유하 : 방선우 역 - 재인의 남자친구
- 나승호 : 이사장 강대제의 비서 역

### 그 밖의 인물들
- 김정현
- 길금성 : 양계 트럭기사 역
- 정계영
- 정아영
- 서보익
- 강재은
- 이지영
- 박선희
- 정현석 : 의사 역
- 박상용
- 강동현
- 권순용
- 최한나
- 이종성
- 김현정 : 효성병원 간호사 역
- 김민채 : 김민경의 엄마 역
- 이승연
- 김태종 : 택시기사 역
- 박성민
- 서지연 : 중환자실 간호사 역
- 최효현 : 수술실 간호사 역
- 장명갑 : 오현이 아빠 역
- 박미숙 : 오현이 엄마 역
- 이용녀 : 오현이 할머니 역

### 아역
- 홍현택 : 이세민 역 - 사고난 차량에 갖힌 아이

### 특별 출연
- 김미경 : 민우의 어머니 역 (1회)
- 송영규 : 이원표 역
- 정애연 : 방희선 역 - 재인 남자친구 선우의 누나
- 이석구 : 최준배 역
- 이동규 : 은아의 약혼자 역
- 박선우 : 산부인과 의사 여인준 역
- 미상 : 감사 역
- 윤영목 : 환자 역
- 최민 : 이동현 역

## 수상 경력
- 2012년 MBC 연기대상 방송3사 드라마PD가 뽑은 ‘올해의 연기자상’ - 이성민

## 시청률
최저 시청률과 최고 시청률은 시청률 조사회사와 지역별로 시청률에 차이가 있을 수 있습니다.
| 2012년 | 2012년   | 2012년         | 2012년       | 2012년         | 2012년       |
| 회차   | 방송일   | TNmS 시청률    | TNmS 시청률  | AGB 시청률     | AGB 시청률   |
| 회차   | 방송일   | 대한민국(전국) | 서울(수도권) | 대한민국(전국) | 서울(수도권) |
| ------ | -------- | -------------- | ------------ | -------------- | ------------ |
| 제1회  | 7월 9일  | 8.8%           | 9.2%         | 8.7%           | 9.7%         |
| 제2회  | 7월 10일 | 7.2%           | 8.7%         | 7.8%           | 8.9%         |
| 제3회  | 7월 16일 | 7.2%           | 7.9%         | 6.9%           | 7.1%         |
| 제4회  | 7월 17일 | 7.8%           | 8.3%         | 7.4%           | 8.4%         |
| 제5회  | 7월 23일 | 12.0%          | 14.2%        | 10.9%          | 12.6%        |
| 제6회  | 7월 24일 | 13.3%          | 15.0%        | 13.6%          | 15.9%        |
| 제7회  | 7월 30일 | 13.1%          | 16.0%        | 12.0%          | 14.2%        |
| 제8회  | 7월 31일 | 14.4%          | 17.2%        | 14.2%          | 15.5%        |
| 제9회  | 8월 6일  | 14.1%          | 17.9%        | 13.2%          | 14.8%        |
| 제10회 | 8월 13일 | 14.7%          | 17.7%        | 14.7%          | 15.6%        |
| 제11회 | 8월 14일 | 14.2%          | 16.5%        | 13.2%          | 14.4%        |
| 제12회 | 8월 20일 | 14.5%          | 17.3%        | 14.0%          | 15.6%        |
| 제13회 | 8월 21일 | 15.5%          | 17.7%        | 14.6%          | 16.0%        |
| 제14회 | 8월 27일 | 13.1%          | 14.8%        | 13.3%          | 14.8%        |
| 제15회 | 8월 28일 | 15.4%          | 17.7%        | 14.3%          | 15.7%        |
| 제16회 | 9월 3일  | 15.0%          | 17.0%        | 14.6%          | 16.7%        |
| 제17회 | 9월 4일  | 15.4%          | 18.6%        | 15.4%          | 16.4%        |
| 제18회 | 9월 10일 | 13.5%          | 15.5%        | 13.5%          | 15.1%        |
| 제19회 | 9월 11일 | 15.1%          | 16.1%        | 15.2%          | 16.9%        |
| 제20회 | 9월 17일 | 14.5%          | 16.2%        | 15.5%          | 17.5%        |
| 제21회 | 9월 18일 | 13.4%          | 15.2%        | 15.2%          | 17.8%        |
| 제22회 | 9월 24일 | 13.0%          | 15.1%        | 13.7%          | 14.8%        |
| 제23회 | 9월 25일 | 13.6%          | 15.1%        | 14.5%          | 16.6%        |

## 결방 및 연장 사유
- 2012년 8월 7일 : 제10회 방송분은 제30회 런던 올림픽 중계로 결방되었다.[3][4]
- 2012년 9월 13일 : MBC 드라마본부 측의 발표에 따라 《골든타임》 방영 분량이 20부작에서 3회 연장되어 23부작으로 확정했다.[5][6]

## 논란
최희라 작가는 한국방송작가협회에서 발간하는 월간 〈방송작가〉 11월호 인터뷰에서 이성민에 대해 "완장찬 돼지 같다"며 비난해 논란이 일었다. 최 작가는 '골든타임' 시즌2 제작과 관련된 질문에 "배우 때문에 안된다. 중반 이후에는 배우를 믿지 못해서 장면을 빼야 하는 경우까지 발생했다. 이민우(이선균 분)와 최인혁(이성민 분)은 이 드라마에서 가장 중요한 관계의 캐릭터인데 인기를 얻고 나서부터는 주인공의 캐릭터가 변질되기 시작했다. 자신의 인기에 도취돼 있는 게 보였다. 마치 완장을 찬 돼지 같다는 생각까지 했다."고 답했다. 그리고 "그에 비하면 이선균은 분량이 제일 많음에도 불구하고 눈에 띄지 않게 주위 배우들과 밸런스를 맞추면서 최인혁의 캐릭터가 빛이 날 수 있도록 하였다."

## 같이 보기
- 동남권원자력의학원
- 인제대학교 백병원